# Schlag & Söhne

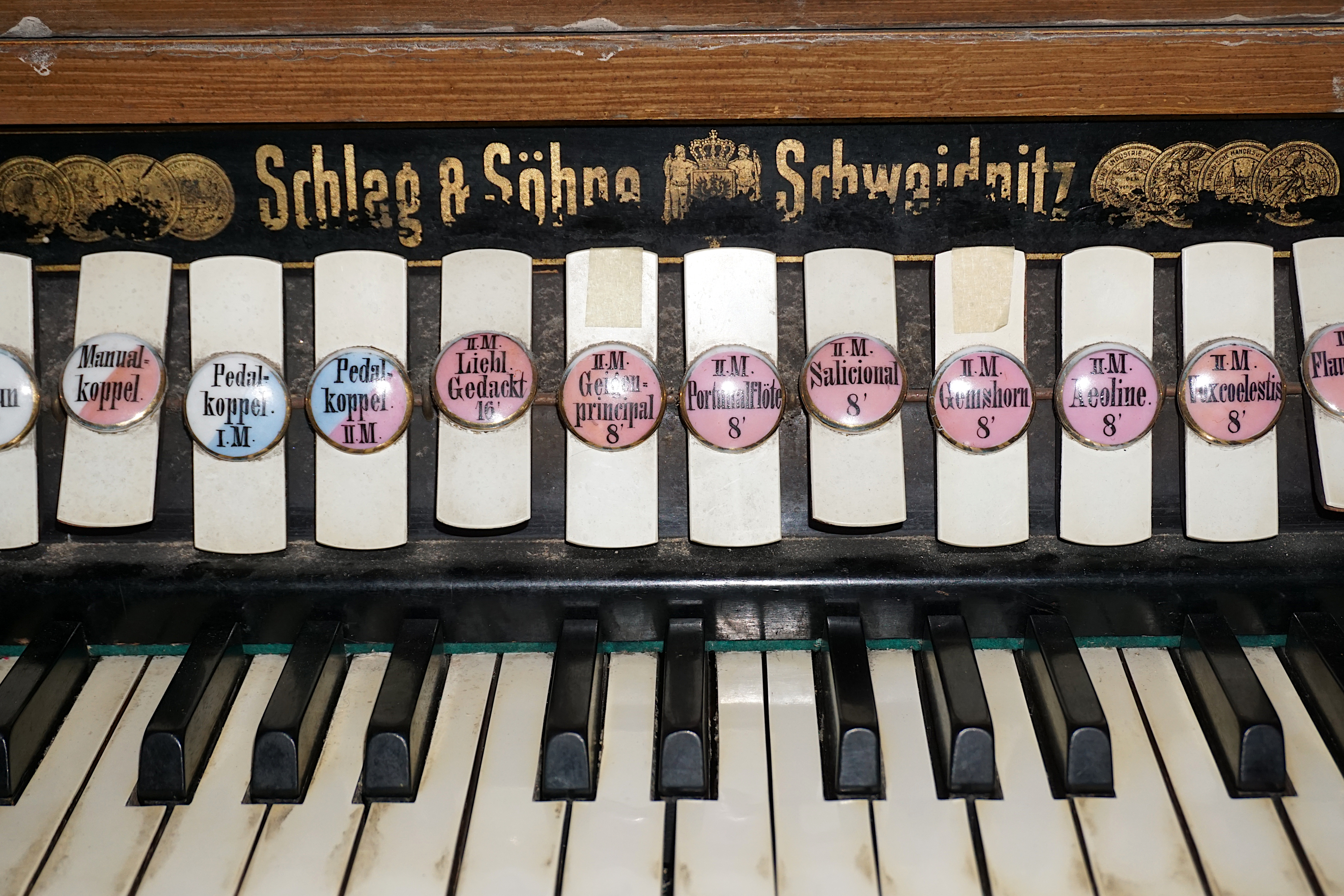
Spieltisch einer Schlag-Orgel

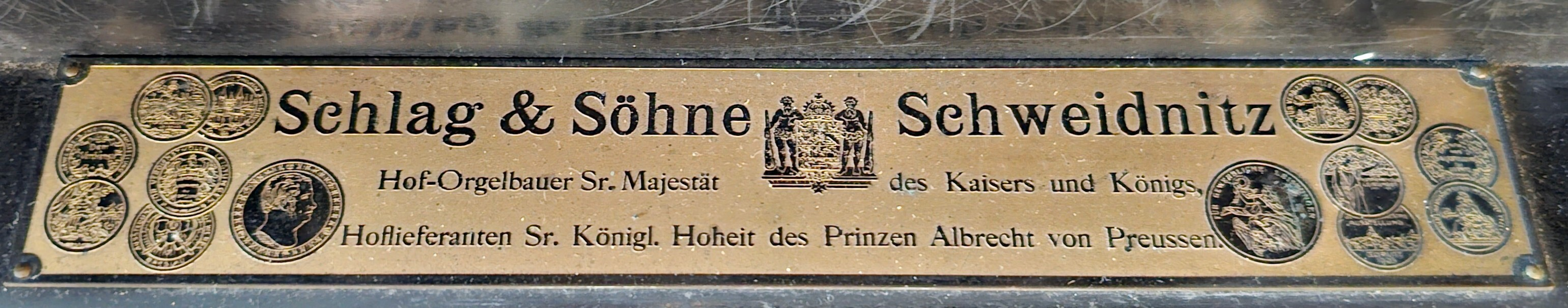
Firmenplakette in Groß Luckow (1919)

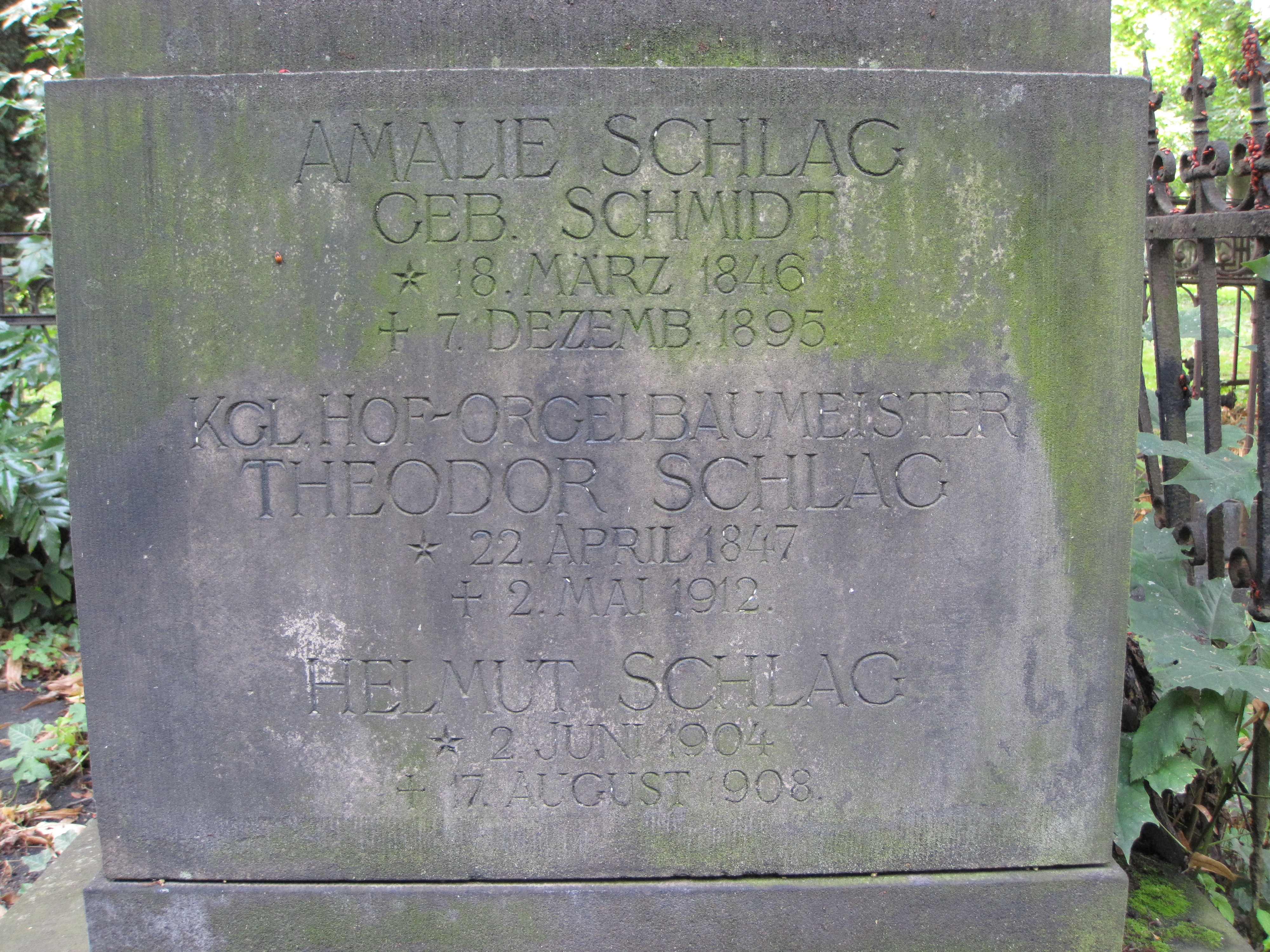
Grabstelle der Familie Schlag in Schweidnitz

Schlag & Söhne war ein Orgelbauunternehmen in Schweidnitz in Schlesien.

## Geschichte
1831 übernahm der Orgelbauer Christian Gottlieb Schlag die Orgelbaufirma von Gottfried Kiesewatter in Jauer in Niederschlesien nach dessen Konkurs. 1834 zog er mit der Firma nach Schweidnitz um. 1869 wurde diese in Schlag & Söhne Schweidnitz umbenannt, nachdem die Brüder Carl Johann und Heinrich ausgeschieden waren. Die Leitung übernahmen die Söhne Theodor und Oscar (Oskar) Schlag. 1877 schied Christian Gottlieb Schlag aus der Firma aus.
1903 wurde sie in Schlag & Söhne Schweidnitz Commanditgesellschaft umgewandelt unter Mitwirkung der Enkel Reinhold und Bruno. Die Firma entwickelte sich zur wichtigsten Orgelbaufirma in Schlesien bis zum Ersten Weltkrieg. Das Opus 1000 (das 1000ste Instrument) wurde 1914 gebaut. 1923 wurde der Firmenbetrieb eingestellt.
Die Unternehmensgeschichte wurde von zahlreichen Innovationen geprägt. Die Firma war weit über die Grenze von Schlesien bekannt.

## Werkliste (Auswahl)
Die Firma Schlag & Söhne baute über 1100 Orgeln bis 1923 neu oder um, besonders in Schlesien, aber auch in vielen Orten in Deutschland und weltweit.  Nicht mehr vorhandene Instrumente sind kursiv gesetzt.

### Orgelneubauten
– vorsortiert nach Baujahr – 
| Jahr           | Ort                                                                       | Kirche                                                            | Bild | Manuale | Register | Opus | Bemerkungen |
| -------------- | ------------------------------------------------------------------------- | ----------------------------------------------------------------- | ---- | ------- | -------- | ---- | --- |
| ?              | Laband, Stadtteil von Gleiwitz                                            | Mariä-Himmelfahrt-Kirche                                          |      | II/P    | 11       |      | |
| ?              | Flössingen bei Gleiwitz                                                   | Schlosskapelle                                                    |      |         |          |      | |
| 1872, um       | Ludwigsdorf bei Görlitz                                                   | Pfarrkirche                                                       |      |         |          |      | |
| 1880           | Jauer, Niederschlesien                                                    | St. Martin                                                        |      | II/P    | 32       |      | |
| 1880           | Lübbenau                                                                  | St. Nikolai                                                       |      | II/P    | 23       |      | * Orgel, 1914 ersetzt durch Neubau von Gustav Heinze. |
| 1888           | Berlin                                                                    | Alte Philharmonie Berlin                                          |      | III/P   | 50       |      | 1945 zerstört |
| 1888           | Landeshut, Niederschlesien                                                | St.-Peter-und-Paul-Kirche                                         |      | II/P    | 21       |      | |
| 1889           | Grzendzin, Oberschlesien                                                  | St.-Peter-und-Paul-Kirche                                         |      | II/P    | 16       |      | |
| 1889           | Glogau                                                                    | Stiftskirche                                                      |      | II/P    | 27       |      | 1944 zerstört |
| 1890           | Brieg, Niederschlesien                                                    | Kapelle des Königlichen Lehrerseminars                            |      | II/P    | 10       |      | |
| 1890           | Brieg, Niederschlesien                                                    | Strafanstalt                                                      |      | II/P    | 16       |      | |
| 1890           | Dolgen, Friedeberg-Driesener Kreis, Polen                                 | Evangelische Kirche                                               |      | II/P    | 14       |      | |
| 1890           | Hertwigswalde, Niederschlesien                                            | Dorfkirche Sankt Nikolaus                                         |      | II/P    | 14       |      | |
| 1890           | Gollasowitz, Oberschlesien                                                | Evangelische Kirche                                               |      | II/P    | 14       |      | |
| 1890           | Friedrichsgrätz, Gemeinde Malapane, heute Ozimek, Oberschlesien           | Kirche der Gottesmutter von Tschenstochau und zum Hl. Adalbert    |      | II/P    | 14       |      | |
| 1890           | Glatz, Niederschlesien                                                    | Mutter-Gottes-vom-Rosenkranz-Kirche                               |      | II/P    | 26       |      | |
| 1890           | Spandau                                                                   | Neue Garnisonskirche                                              |      | II/P    | 25       |      | 1945/49 mit Kirche zerstört |
| 1890           | Hochkirch                                                                 | Kirche                                                            |      | II/P    | 16       |      | [ 5 ] |
| 1890           | Bischdorf, Sachsen                                                        | Dorfkirche                                                        |      | II/P    | 16       |      | [ 6 ] |
| 1891           | Gontkowitz / Schönkirch, Niederschlesien                                  | St.-Antonius-von-Padua-Kirche                                     |      | II/P    | 20       |      | |
| 1891           | Kunzendorf, Oppelner Schlesien                                            | Hl.-Bischof-Stanislaus-Kirche                                     |      | II/P    | 15       |      | |
| 1891           | Senftenberg                                                               | Peter-Paul-Kirche                                                 |      |         |          |      | 1944/45 zerstört |
| 1892           | Eckersdorf, Ortsteil von Neurode, heute Nowa Ruda, Niederschlesien        | St.-Peter-und-Paul-Kirche                                         |      | II/P    | 16       |      | |
| 1892           | Düsseldorf                                                                | Strafanstalt                                                      |      | I/P     | 6        |      | |
| 1892           | Karlsmarkt, Oppeln, Schlesien                                             | Evangelische Kirche                                               |      | II/P    | 15       |      | |
| 1892           | Reinickendorf bei Berlin                                                  | Segenskirche                                                      |      | II/P    | 17       |      | [ 7 ] |
| 1892           | Gröden, Brandenburg                                                       | Dorfkirche                                                        |      | II/P    | 14       |      | |
| 1892           | Glogau                                                                    | Synagoge                                                          |      | II/P    | 16       |      | 1938 zerstört |
| 1893           | Dobbertin                                                                 | Klosterkirche Dobbertin                                           |      |         |          |      | 1945 zerstört, 1953 durch eine Orgel von Schuke Orgelbau ersetzt, → Orgel |
| 1893           | Bergen (Norwegen)                                                         | Johanneskirche                                                    |      | III/P   | 43       |      | 1967 umgebaut, 1999 weitgehende Wiederherstellung des Originalzustandes durch Christian Scheffler                                                                                  |
| 1893           | Glatz                                                                     | Mariä-Himmelfahrt-Kirche                                          |      | III/P   | 39       |      | Reparatur, die einem Neubau gleichkam, erhalten |
| 1893           | Bethlehem                                                                 | Evangelische Kirche                                               |      | II/P    | 8        |      | [ 13 ] |
| 1894           | Liegnitz, Niederschlesien                                                 | Kathedralkirche St. Peter und Paul                                |      |         |          |      | Das barocke Gehäuse der Orgel wurde 1722–1725 von Ignatius Mentzel geschaffen. |
| 1895           | Bolkenhain, Niederschlesien                                               | Hl.-Hedwig-von-Schlesien-Kirche                                   |      | II/P    | 21       |      | |
| 1895           | Lärz                                                                      | Dorfkirche                                                        |      | I/P     |          |      | 2005 Generalüberholung und 2011 Einbau neuer Prospektpfeifen aus Zinn durch Mecklenburger Orgelbau.                                                                                |
| 1896           | Königshütte                                                               | Kirche St. Barbara                                                |      | II/P    | 37       |      | [ 14 ] |
| 1897           | Berlin                                                                    | Sankt-Simeon-Kirche                                               |      | III/P   | 43       |      | wahrscheinlich 1945 zerstört |
| 1898           | Travemünde                                                                | St. Lorenz (Travemünde)                                           |      |         |          |      | 1966 ersetzt durch ein Werk von Rudolf von Beckerath Orgelbau |
| 1898           | Großschönau, Sachsen                                                      | Evangelische Kirche                                               |      | II/P    | 32       |      | 1949 ersetzt durch Schuster-Orgel |
| 1898           | Chemnitz                                                                  | Alte Synagoge                                                     |      | II/P    | 20       |      | 1938 zerstört |
| 1899           | Köslin, Pommern                                                           | Kathedrale St. Marien                                             |      | III/P   | 50       |      | erhalten |
| 1899           | Vetschau/Spreewald                                                        | Wendisch-Deutsche Doppelkirche                                    |      | II/P    |          |      | Restauriert 1990 |
| 1899           | Świeradów-Zdrój                                                           | St. Josef                                                         |      | II/P    | 10       | 532  | Orgel |
| 1900           | Zabrze                                                                    | St. Anna                                                          |      | III/P   | 47       | 557  | Teilweise restauriert 2009–2010 von Henryk Hober aus Rosenberg O.S. / Olesno. |
| 1901           | Görlitz                                                                   | Lutherkirche                                                      |      | II/P    | 33       |      | 1975 ersetzt |
| 1903           | Goworowice                                                                | Maria Heimsuchung                                                 |      | II/P    | 12       | 654  | → Orgel |
| 1904           | Wedding-Gesundbrunnen                                                     | Stephanuskirche                                                   |      | III/P   | 39       | 681  | vorher auf der Ausstellung für Handwerk und Kunstgewerbe: in Breslau gezeigt, größte erhaltene Schlag-&-Söhne-Orgel in Deutschland, neuer Spieltisch von Schuke/Berlin 1971, Orgel |
| 1904           | Cottbus                                                                   | Kreuzkirche                                                       |      |         | ?        |      | wahrscheinlich erhalten |
| 1904           | Ruda O.S., Oberschlesien                                                  | St. Josef                                                         |      | III/P   | 52       |      | Wahrscheinlich in den 1920ern von der Firma Berschdorf aus Neisse umgebaut; 2023 laufende Restaurierung → Orgel                                                                    |
| 1904           | Bunzlau, Niederschlesien                                                  | Mariä-Himmelfahrt-und-St.-Nikolaus-Kirche                         |      | II/P    | 25       |      | |
| 1905           | Lublinitz, Oberschlesien                                                  | St.-Nikolaus-Kirche                                               |      | II/P    | 22       | 731  | Restauriert 2008–2010 |
| 1905 oder 1906 | Zedtlitz bei Leipzig                                                      | Kirche                                                            |      |         |          |      | Um 1905 Oberwerk umdisponiert, später wahrscheinlich ersetzt durch Vogel-Orgel |
| 1906           | Kattowitz, Oberschlesien                                                  | Musikakademie                                                     |      |         |          |      | |
| 1907           | Groß Strehlitz                                                            | Laurentiuskirche (Strzelce Opolskie)                              |      |         |          |      | [ 24 ] |
| 1908           | Tegel                                                                     | Herz-Jesu-Kirche                                                  |      | II/P    | 26       |      | 1929 neues Werk im bisherigen Prospekt durch G. F. Steinmeyer & Co. unter Verwendung von alten Orgelpfeifen. → Orgel                                                               |
| 1908           | Habelschwerdt                                                             | St. Michaelskirche                                                |      | II/P    | 34       |      | [ 25 ] |
| 1908           | Kieritzsch                                                                | Kirche                                                            |      | II/P    | 12       | 687  | 2010–2011 ersetzt von der Firma Bochmann aus Kohren-Sahlis |
| ?              | Grünberg                                                                  | Kirche, heute Kirche der Gottesmutter von Tschenstochau           |      | III/P   | 40       | 764  | erhalten |
| 1909           | Schweidnitz                                                               | Friedenskirche                                                    |      | III/P   | 60+2 Tr  | 875  | erhalten. → |
| 1911           | Schweidnitz                                                               | Kathedrale von Świdnica                                           |      | III/P   | 41       | 841  | erhalten. → Orgel |
| 1911           | Görlitz                                                                   | Bonifatiuskirche                                                  |      | II/P    | 18       | 908  | Von 1911 - 1938 in der Synagoge von Görlitz. Nach der Kristallnacht an die Pfarrei St. Bonifatius verkauft. Zustand: gut. Im Gebrauch.                                             |
| 1912           | Grünberg                                                                  | Kathedrale St. Hedwig                                             |      | II/P    | 30       | 957  | erhalten |
| 1914           | Steegen, Pommern                                                          | Herz-Jesu-Kirche                                                  |      | II/P    | 34       | 1010 | erhalten |
| 1915           | Großräschen, Niederlausitz                                                | St. Antonius                                                      |      |         |          |      | 1976 durch eine Jehmlich-Orgel ersetzt |
| 1916           | Daubitz bei Niesky                                                        | Georgskirche                                                      |      | II/P    |          |      | erhalten |
|                | Breslau                                                                   | Kirche St. Christopherus                                          |      | II/P    | 12       |      | |
| 1917           | Stettin                                                                   | St. Trinitatiskirche                                              |      |         |          |      | 1917 aus einer aufgegebenen Kapelle im schlesischen Hermsdorf bei Waldenburg geholt.                                                                                               |
| 1917           | Hohensalza                                                                | Kirche St. Barbara und Mauritius                                  |      | II/P    | 13       | 1043 | benötigt eine Generalüberholung (Stand im Jahr 2015) |
| 1919           | Groß Luckow                                                               | Dorfkirche                                                        |      | II/P    | 8        | 1044 | restauriert 1985 → Orgel |
|                | Poischwitz                                                                | Dreifaltigkeitskirche                                             |      |         |          |      | |
|                | Lotzsch                                                                   | Dreifaltigkeitskirche                                             |      |         |          |      | |
|                | Lotzsch                                                                   | St.-Johannes-Kirche (heute Jesuitenkirche)                        |      |         | 44       |      | |
|                | Schömberg, Niederschlesien                                                | Kirche Heilige Familie                                            |      | II/P    | 27       | 555  | [ 29 ] |
|                | Nittritz im Westen Polens                                                 | Pfarrkirche St. Jakob                                             |      |         |          |      | |
|                | Neusalz an der Oder im Westen Polens                                      | Pfarrkirche St. Barbara                                           |      |         |          |      | |
|                | Waldenburg/Schlesien                                                      | Stiftskirche zur Schmerzhaften Mutter Gottes und den Schutzengeln |      |         |          |      | |
|                | Waldenburg/Schlesien                                                      | Auferstehungskirche                                               |      |         |          |      | |
|                | Waldenburg/Schlesien                                                      | Herz-Jesu-Kirche                                                  |      |         |          |      | |
|                | Waldenburg/Schlesien                                                      | Kirche St. Josef                                                  |      |         |          |      | |
|                | Freiburg in Schlesien                                                     | St.-Peter-und-Paul-Kirche                                         |      |         |          |      | |
|                | Lüben, Niederschlesien                                                    | Herz-Jesu-Kirche                                                  |      |         |          |      | |
|                | Neurode, Niederschlesien                                                  | St.-Nikolaus-Kirche                                               |      |         |          |      | |
|                | Sosnowiec, Polen                                                          | Ev. Kirche                                                        |      |         |          |      | |
|                | Krappitz, Schlesien                                                       | St.-Nikolaus-Kirche                                               |      |         |          |      | |
|                | Rasselwitz, Oberschlesien                                                 | Hl.-Maria-Magdalena-Kirche                                        |      |         |          |      | |
|                | Latowice, Polen                                                           | Mutter-Gottes-von-Tschenstochau-Kirche                            |      |         |          |      | |
|                | Czarnylas, Polen                                                          | Kirche der Unbefleckten Empfängnis der Mutter Gottes              |      |         |          |      | |
|                | Altheide-Bad, Niederschlesien                                             | Kaiser-Friedrich-Gedächtniskirche                                 |      |         |          |      | Verlegt 1959 in die ev. Kirche Hl. Geist in Konin |
|                | Białystok, Polen                                                          | St.-Rochus-Basilika                                               |      |         |          |      | |
|                | Driesen in der Neumark                                                    | Mutter-Gottes-vom-Rosenkranz-Kirche                               |      |         |          |      | |
|                | Sagan, Schlesien                                                          | St.-Peter-und-Paul-Kirche                                         |      |         |          |      | |
|                | Schönwalde, Niederschlesien                                               | St.-Laurentius-Kirche                                             |      |         |          |      | |
|                | Peterwitz, Niederschlesien                                                | St.-Barbara-Kirche                                                |      |         |          |      | |
|                | Teplkiwoda, Niederschlesien                                               | Kirche der Unbefleckten Empfängnis der Mutter Gottes              |      |         |          |      | |
|                | Friedrichshütte, Stadtteil von Tarnowskie Góry / Tarnowitz, Oberschlesien | Herz-Jesu-und-Mutter-Gottes-von-Fatima-Kirche                     |      |         |          |      | |
|                | Kadlub, Oberschlesien                                                     | Christ-König-Kirche                                               |      |         |          |      | |
|                | Tworog, Oberschlesien                                                     | St.-Antonius-Kirche                                               |      |         |          |      | |
|                | Chełmce, Polen                                                            | Kirche zur Geburt der Heiligen Mutter Gottes                      |      |         |          |      | |
|                | Grünberg                                                                  | Heilig-Kreuz-Kirche                                               |      |         |          | 678  | |
|                | Schwersenz                                                                | St. Martinskirche                                                 |      |         |          |      | |
|                | Bischdorf, Kreis Neumarkt bei Środa Śląska                                | St. Martinskirche                                                 |      |         |          |      | |
|                | Stephansdorf bei Środa Śląska                                             | St.-Stephans-Kirche                                               |      |         |          |      | |
|                | Beuten, Oberschlesien                                                     | St. Adalbertskirche                                               |      |         |          |      | |
|                | Beuten, Oberschlesien                                                     | St.-Johannes-Nepomuk-Kirche                                       |      |         |          |      | |
|                | Bauerwitz, Schlesien                                                      | Kirche zur Geburt der Heiligen Mutter Gottes                      |      |         |          |      | |
|                | Księże Pole, Polen                                                        | St.-Bartholomäus-Kirche                                           |      |         |          |      | |
|                | Włocławek, Polen                                                          | Evangelische Kirche                                               |      |         |          |      | |
|                | Tschenstochau, Polen                                                      | Evangelische Kirche                                               |      |         |          |      | |
|                | Königlich Jankowitz, Kreis Rybnik                                         | Kirche zum Allerheiligsten Sakrament                              |      |         |          | 676  | |
|                | Kościelec, Polen                                                          | St. Adalbertskirche                                               |      |         |          |      | |
|                | Lewin, Niederschlesien                                                    | Erzengel-Michael-Kirche                                           |      |         |          |      | |
|                | Posen, Polen                                                              | St.-Rochus-Kirche                                                 |      |         |          |      | |
|                | Strzyżew, Polen                                                           | Polnisch-katholische Kirche                                       |      |         |          |      | |
|                | Warschau, Powązki-Friedhof                                                | St.-Karl-Borromäus-Kirche                                         |      | II      | 14       |      | |
|                | Mogilno, Polen                                                            | Hl.-Jakobus-der-Ältere-Kirche                                     |      |         |          |      | |
|                | Köppernig, Kreis Neisse, Schlesien                                        | St-Nikolaus-Kirche                                                |      |         |          |      | |
|                | Oels, Schlesien                                                           | Hl-Johannes-Apostel-Kirche                                        |      |         |          | 878  | Die Opus-Nr. wurde 1910 nach der Orgelrestaurierung zugewiesen |
|                | Rauske, Kreis Striegau, heute Strzegom, Niederschlesien                   | St.-Peter-und-Paul-Kirche                                         |      |         |          |      | |
|                | Warschau                                                                  | Evangelische Kirche                                               |      |         |          |      | |
|                | Wohlau, Niederschlesien                                                   | St.-Karl-Borromäus-Kirche                                         |      |         |          | 1061 | |

### Weitere Arbeiten
- 1892/1893: St. Marienkirche in Berlin-Mitte, Umbau[31]
- 1904: Carlsruhe (Pokój), Oberschlesien, Kirche, Umbau[32]